# 西脇 (大阪市)
西脇（にしわき）は、大阪府大阪市平野区にある町名。現行行政地名は西脇一丁目から西脇四丁目。

## 地理
平野区の北西部に位置し、南に背戸口、北に平野馬場、東に平野上町、西に東住吉区今川と接している。

## 歴史

### 沿革
1974年（昭和49年）、大阪市東住吉区平野西脇町・平野馬場町・平野泥堂町・平野元町1 - 7丁目の各一部より、平野区西脇1 - 4丁目成立。
東住吉区平野西脇町の残余は平野区平野西脇町となる（1978年廃止、東住吉区今川1 - 8丁目・杭全1 - 8丁目・中野1 - 4丁目となる）。

## 世帯数と人口
2024年（令和6年）9月30日現在の世帯数と人口は以下の通りである。
| 丁目       | 世帯数    | 人口    |
| ---------- | --------- | ------- |
| 西脇一丁目 | 1,113世帯 | 2,356人 |
| 西脇二丁目 | 997世帯   | 1,784人 |
| 西脇三丁目 | 561世帯   | 958人   |
| 西脇四丁目 | 513世帯   | 1,092人 |
| 計         | 3,184世帯 | 6,190人 |

### 人口の変遷
国勢調査による人口の推移。
| 1995年（平成7年）  | 5,322人 | [ 6 ]  |  |
| 2000年（平成12年） | 5,375人 | [ 7 ]  |  |
| 2005年（平成17年） | 5,607人 | [ 8 ]  |  |
| 2010年（平成22年） | 6,165人 | [ 9 ]  |  |
| 2015年（平成27年） | 6,032人 | [ 10 ] |  |
| 2020年（令和2年）  | 6,126人 | [ 11 ] |  |

### 世帯数の変遷
国勢調査による世帯数の推移。
| 1995年（平成7年）  | 2,136世帯 | [ 6 ]  |  |
| 2000年（平成12年） | 2,231世帯 | [ 7 ]  |  |
| 2005年（平成17年） | 2,409世帯 | [ 8 ]  |  |
| 2010年（平成22年） | 2,701世帯 | [ 9 ]  |  |
| 2015年（平成27年） | 2,698世帯 | [ 10 ] |  |
| 2020年（令和2年）  | 2,944世帯 | [ 11 ] |  |

## 学区
市立小・中学校に通う場合、学区は以下の通りとなる。なお、小学校・中学校入学時に学校選択制度を導入しており、通学区域以外に通学区域に隣接している小学校・平野区内にある中学校から選択することも可能。
| 丁目       | 番                                      | 小学校               | 中学校               |
| ---------- | --------------------------------------- | -------------------- | -------------------- |
| 西脇一丁目 | 全域                                    | 大阪市立平野西小学校 | 大阪市立平野中学校   |
| 西脇二丁目 | 全域                                    | 大阪市立平野西小学校 | 大阪市立平野中学校   |
| 西脇三丁目 | 1～3番 5～7番 8番7号（一部） 8番8～33号 | 大阪市立平野西小学校 | 大阪市立平野中学校   |
| 西脇三丁目 | 4番 8番1～6号 8番7号（一部）            | 大阪市立平野小学校   | 大阪市立平野北中学校 |
| 西脇四丁目 | 全域                                    | 大阪市立平野西小学校 | 大阪市立平野中学校   |

## 事業所
2021年（令和3年）現在の経済センサス調査による事業所数と従業員数は以下の通りである。
| 丁目       | 事業所数  | 従業員数 |
| ---------- | --------- | -------- |
| 西脇一丁目 | 108事業所 | 551人    |
| 西脇二丁目 | 64事業所  | 741人    |
| 西脇三丁目 | 33事業所  | 228人    |
| 西脇四丁目 | 40事業所  | 426人    |
| 計         | 245事業所 | 1,946人  |

## 交通

### バス
2020年4月現在
- 大阪シティバス[15]
  - 1号系統：平野馬場二丁目 - 平野西口
  - 9号系統：平野西口

### 道路
- 国道25号
- 国道309号
- 国道479号

## 施設
- ライフ 平野西脇店[16]
- ドラッグストアサーバ 平野西脇店
- 西脇公園

## その他

### 日本郵便
- 〒547-0035[3]（集配局：平野郵便局[17]）